# Барзен, Леон Эжен
Леон Эжен Барзен (Леон Юджин Барзин, фр. Leon Eugene Barzin; 27 ноября 1900, Брюссель — 29 апреля 1999, Нейплс, Флорида) — американский дирижёр бельгийского происхождения (привезён родителями в США в раннем детстве).
Учился у своего отца, заметного бельгийского альтиста. С 1920 года играл на скрипке, затем на альте в различных оркестрах США вплоть до Нью-Йоркского филармонического под руководством Виллема Менгельберга и Артуро Тосканини, в 1926 г. благословившего своего первого альтиста на занятия дирижированием. В 1930 г. Барзен выступил одним из организаторов Национальной оркестровой ассоциации (НОА). В 1938—1941 гг. главный дирижёр Хартфордского симфонического оркестра. В 1945 году вместе с Линкольном Кирстейном и Джорджем Баланчиным создал в рамках НОА программу по развитию балета, а в 1948 г. вместе с ними же создал Нью-Йоркский городской балет, музыкальной частью которого руководил до 1955 г. В последующие годы жил, в основном, во Франции, выступая с различными оркестрами как приглашённый дирижёр и частным образом преподавая дирижёрское искусство (среди его учеников, например, Эдуардо Диасмуньос). Среди заметных записей Барзена — скрипичные концерты Феликса Мендельсона и Макса Бруха с оркестром Филармония и солистом Натаном Мильштейном.
В 1946 году стал вторым по счёту лауреатом Премии Дитсона за вклад дирижёра в американскую музыкальную жизнь. Кавалер Ордена Почётного легиона (1960).